# خرم (سمك)
الخُرْمُ أو الخَرْمَانُ سمك بحري ينتمي للفصيلة الخرمية. وهو سمك بحريّ جسمه طويل رشيق، ومنقاره طويل مُدَبب، وبه أسنان، يتواجد بمعظم البحار المعتدلة والدافئة، وأحياناً بالأنهار؛ يكثر بالبحر الأحمر، كما ويتواجد في البحر الأبيض المتوسط؛ حيث انتشر في هذا البحر بعد ان وصل عن طريق عبر قناة السويس كنوع من أنواع الاسماك التي تهاجر هجرة لسبسية. هذا النوع من الاسماك سريع ومفترس، ويسبح قريباً من السطح في مجموعات صغيرة، يميل لونه إلى اللون الزُرقاوي.